# Charles Joughin
Charles John Joughin (Birkenhead, 3 agosto 1878 – Paterson, 9 dicembre 1956) è stato un cuoco inglese naturalizzato statunitense, capo panettiere del Titanic, divenuto celebre per essere sopravvissuto alle acque gelide dell'Oceano Atlantico settentrionale per un tempo eccezionalmente lungo e in un modo alquanto sorprendente. Fu, inoltre, l'ultimo sopravvissuto ad abbandonare la nave.

## Biografia

### Primi anni
Charles John Joughin nacque a Birkenhead, in Inghilterra, il 3 agosto 1878. Incominciò a lavorare in mare nel 1889, all'età di 11 anni; nella sua carriera servì come panettiere su numerose navi della White Star Line, tra cui l'Olympic, la gemella del Titanic.

### Titanic

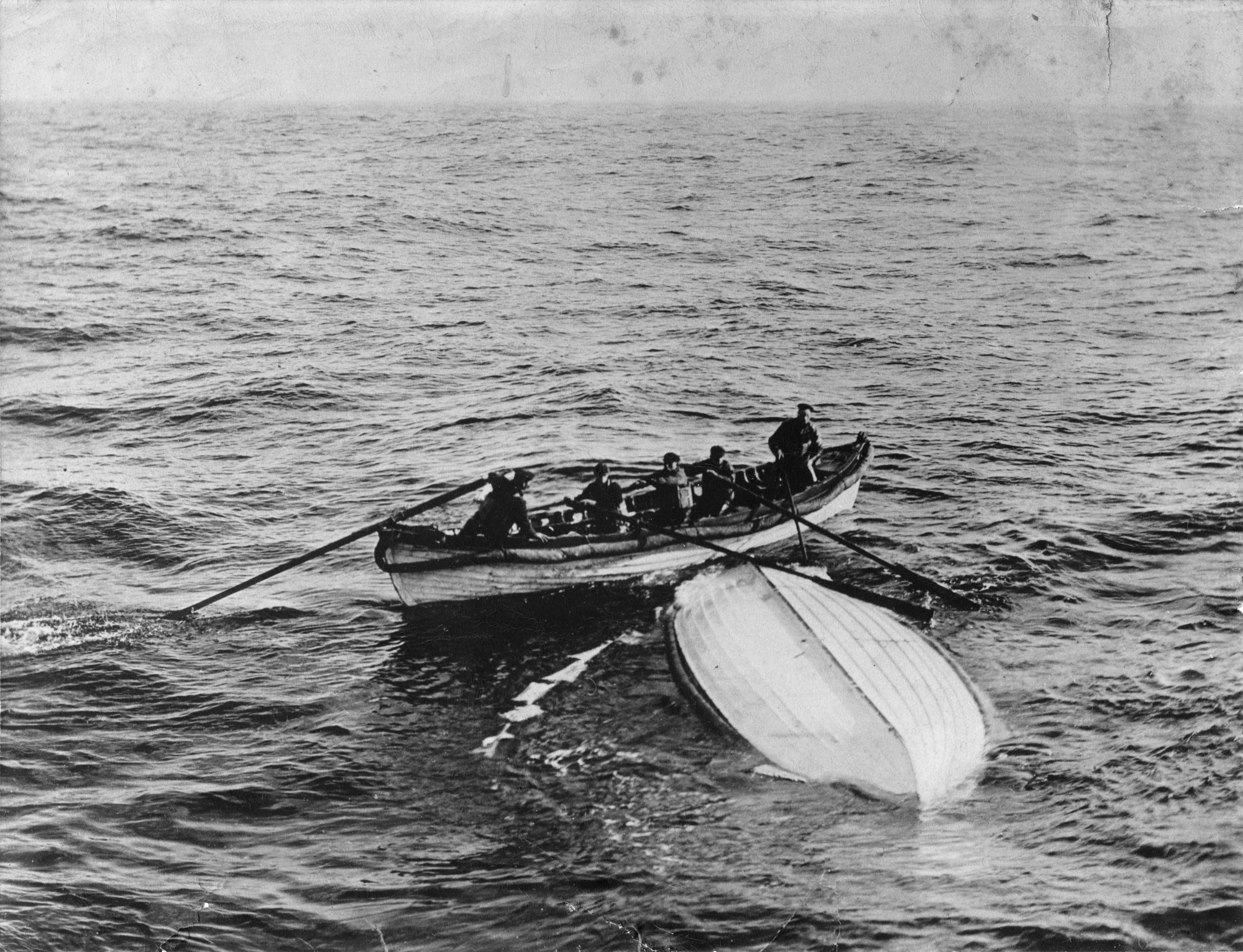
La zattera pieghevole B

Nell'aprile del 1912 entrò a far parte dell'equipaggio del Titanic nel suo unico viaggio. In qualità di capo panettiere, percepiva un salario mensile di £12.
Alle 23:40 del 14 aprile, quando la nave entrò in collisione con l'iceberg, Joughin era fuori servizio e si era coricato nella sua cuccetta, situata sul ponte E, e venne svegliato dal trambusto che seguì l'incidente. Quando gli fu chiesto di recarsi sul ponte su cui si trovavano le lance di salvataggio, mandò una squadra di tredici uomini a perquisire la dispensa per prendere tutto il pane che si trovava. Ognuno di tali uomini recuperò quattro pagnotte. Joughin accompagnò gli uomini sul ponte, poi ritornò in cabina per prendere una dose di whisky e, verso le 00:30, risalì sul ponte per aiutare le donne ad imbarcarsi sulle lance, ricorrendo anche a maniere brusche con quelle fra loro che si lamentavano o che rifiutavano di salire sulle imbarcazioni. Nominato responsabile della lancia numero 10 dal comandante in seconda Henry Tingle Wilde, decise di restare a bordo poiché ritenne che altrimenti avrebbe dato un cattivo esempio, dato che c'erano già molti uomini sulla lancia in grado di occuparsene.
All'1:20 ridiscese le scale fino alla sua cuccetta e bevve un altro bicchiere di whisky. Si rese poi conto che il pavimento era già sott'acqua e, verso l'1:45, risalì sul ponte. In questo frangente incontrò William O'Loughlin, il medico di bordo, che era diretto verso la dispensa. Fu l'ultima volta che qualcuno vide il medico. Sul ponte, il panettiere si accorse che tutte le lance erano già state ammainate, allora ridiscese sul ponte B e si mise a lanciare più di cinquanta sedie dalle finestre, per permettere ai naufraghi di aggrapparsi a qualcosa. Alle 2:10, dieci minuti prima del totale inabissamento della nave, si riposò brevemente nel suo ufficio, sul lato di dritta del ponte A, questa volta dissetandosi con dell'acqua, per poi unirsi alla folla diretta verso la poppa. A causa dell'eccessiva inclinazione della nave, che gli impedì di rimanere in piedi, fu costretto a scavalcare la battagliola di poppa e ad aggrapparsi per non cadere in mare. In quel momento il Titanic, dopo essersi spezzato in due tronconi, era quasi completamente in verticale e Joughin si trovava a circa 30 metri dall'acqua. Quando, dieci minuti dopo, fu l'ultima tra le persone rimaste sulla nave a finire in acqua in seguito all'affondamento della poppa, riuscì addirittura a non bagnarsi i capelli.
Secondo la sua stessa testimonianza, una volta caduto nelle gelide acque oceaniche, il panettiere continuò a nuotare per quasi due ore, ad una temperatura alla quale, normalmente, l'essere umano è in grado di resistere per non più di dieci minuti prima di cadere vittima dell'ipotermia. Egli ammise di aver accusato poco il freddo, molto probabilmente a causa dell'alcool che aveva ingerito durante la notte. Grandi quantità di alcool, che è un vasodilatatore, in genere aumentano il rischio di morte per ipotermia, ma pare anche che l'alcool sia capace di proteggere dalla fibrillazione ventricolare a basse temperature interne e da lesioni da freddo. Verso le 4 avvistò la zattera pieghevole B, rovesciata, che inizialmente scambiò per un pezzo del relitto. Non c'era posto per lui sull'imbarcazione, che conteneva già una trentina di persone, e fu così costretto a rimanere in acqua. Il collega cuoco Isaac Maynard lo riconobbe e lo prese per mano. Joughin venne tratto in salvo insieme agli altri superstiti della zattera B dal RMS Carpathia, scoprendo di avere i piedi gonfi.

### Dopo il naufragio delTitanic
Joughin tornò in Inghilterra e testimoniò all'inchiesta britannica sul naufragio del Titanic, presieduta da John Bigham, 1° visconte di Mersey. Dopo il naufragio continuò a lavorare come panettiere sulle navi e nel 1920 si trasferì a Paterson, New Jersey, negli Stati Uniti. Secondo il suo necrologio, Joughin si trovava a bordo della P/S Oregon quando affondò nel porto di Boston. Successivamente servì su alcune navi della American Export-Isbrandtsen Lines e sulle navi trasporto truppe durante la seconda guerra mondiale. Si ritirò nel 1944.
Nel 1943 morì la sua seconda moglie, Annie E. Ripley, lasciando in lui un grande vuoto dal quale non si riprese mai. Dodici anni dopo fu invitato a descrivere la sua esperienza a bordo del Titanic in un capitolo del libro A Night to Remember di Walter Lord.
Joughin morì di polmonite all'ospedale di Paterson il 9 dicembre 1956, all'età di 78 anni. Fu sepolto accanto alla moglie nel Cedar Lawn Cemetery di Paterson.

## Trasposizioni
Charles Joughin è stato ritratto in due film dedicati al disastro del Titanic:
- in Titanic, latitudine 41 nord, del 1958, da George Rose;
- nel colossal Titanic, del 1997, da Liam Tuohy.